# Johannes Bøe
För skidskytten, se Johannes Thingnes Bø
Johannes Bøe, född den 17 januari 1891 i Ringsakers kommun, död den 1 februari 1971, var en norsk arkeolog.
Bøe blev 1921 candidatus philologiae med avhandlingen Norske guldfund fra folkevandringstiden. År 1931 tog han doktorsgraden med avhandlingen Jernalderens keramikk i Norge. Han var från 1921 amanuens vid Bergens Museum, senare professor där.
Bøe utmärkte sig genom en osedvanligt rik produktion, som spänner från den tidigaste stenåldern till järnåldern. Hans mest kända verk, vid sidan av doktorsavhandlingen, är Le Finmarkien, som han skrev tillsammans med Anders Nummedal. Det var där de etablerade Komsakulturen som en egen storhet i norsk stenålder.
Johannes Bøe var far till konsthistorikern Alf Bøe.